# اختلاس
الاختلاس هو عمل من أعمال استملاك الأصول غير الشريف من جانب واحد أو أكثر من الأفراد الذين قد عهد بها تلك الأصول. و الاختلاس هو نوع من أنواع الاحتيال المالي. فعلى سبيل المثال، يمكن للمحامي اختلاس أموال من حسابات العملاء، كما يمكن للمستشار المالي اختلاس أموال من المستثمرين، أو يمكن للأزواج اختلاس أموال من شركائهم. قد يتراوح الاختلاس بين طفيف جدا في طبيعته، والذي ينطوي على كميات صغيرة فقط، والهائلة، والذي ينطوي على مبالغ كبيرة وخطط متطورة.

## الأساليب
ينطوي الاختلاس أحيانًا على تزوير السجلات من أجل إخفاء النشاط، ويخفي المختلسون عادةً مبالغ صغيرة نسبيًا بشكل متكرر، وبطريقة منهجية أو منتظمة، على مدى فترة طويلة من الزمن، وذلك على الرغم من أن بعض المختلسين يخفون مبلغًا كبيرًا دفعة واحدة. استمرت بعض مخططات الاختلاس الناجحة للغاية لسنوات عديدة، قبل اكتشافها، بسبب مهارة المختلس في إخفاء طبيعة المعاملات أو مهارته في كسب ثقة المستثمرين أو العملاء، الذين يترددون بعد ذلك في «اختبار» مصداقية المختلس من خلال إجباره على سحب الأموال.
لا ينبغي الخلط بين الاختلاس والاحتيال، الذي يتمثل في عدم الإبلاغ عن الدخل الحقيقي وسرقة الفرق؛ فاكتُشِفَ مثلًا في عام 2005 أن العديد من مديري شركة أرامارك المزودة للخدمات كانوا يقللون من الإبلاغ عن الأرباح من سلسلة من مواقع آلات البيع في شرق الولايات المتحدة، وعلى الرغم من أن المبلغ المسروق من كل آلة كان صغيرًا نسبيًا، إلا أن إجمالي المبلغ المأخوذ من العديد من الآلات على مدى فترة زمنية كان كبيرًا جدًا. يمكن تغطية إحدى التقنيات التي يستخدمها العديد من المختلسين الصغار عن طريق تزوير السجلات؛ (فمثلًا عن طريق إزالة مبلغ صغير من المال وتزوير السجل، فسيكون السجل متسقًا، بينما يزيل المدير الربح ويترك المبلغ الأساسي. تؤدي هذه الطريقة فعليًا إلى إنقاص السجل للمستخدم التالي وإلقاء اللوم عليهم).
يوجد طريقة أخرى أيضًا تتمثل بإنشاء حساب مزود وهمي وتزويد الشركة التي تتعرض للاختلاس بفواتير مزيفة بحيث تبدو الشيكات المقطوعة شرعية تمامًا. هناك طريقة أخرى أيضًا تتمثل بإنشاء موظفين وهميين تُدفَع رواتبهم من خلال شيكات الرواتب.
يجب الكشف عن الطريقتين الأخيرتين من خلال عمليات التدقيق الروتينية، ولكن هذا لا يحدث غالبًا إذا لم تكن عملية التدقيق متعمقة بالقدر الكافي، وذلك لأن الأوراق تبدو سليمة. يجب على الشركات المدرجة تغيير المدققين وشركات التدقيق كل خمس سنوات. يكون من الأسهل اكتشاف الطريقة الأولى إذا كانت جميع المعاملات عن طريق الشيك أو بأي أداة الأخرى، ولكن إذا كانت العديد من المعاملات نقدية، فإن التعرف عليها يصبح أكثر صعوبة. طور أصحاب العمل عددًا من الاستراتيجيات للتعامل مع هذه المشكلة، ولكن في الواقع، اختُرِعَت آلات تسجيل النقد لهذا السبب بالذات.
تتضمن بعض أكثر أشكال الاختلاس تعقيدًا (وربما الأكثر ربحًا) مخططات مالية أشبه بسلسلة بونزي، والتي يُدفَع فيها عوائد مرتفعة للمستثمرين الأوائل من الأموال التي يتلقونها من المستثمرين اللاحقين الذين خُدِعوا للاعتقاد بأنهم هم أنفسهم يحصلون على فرصة الدخول في مخطط استثماري ذي عائد مرتفع. تشكل فضيحة مادوف الاستثمارية مثالًا على هذا النوع من مخططات الاختلاس رفيعة المستوى، فُزعم أن 65 مليار دولار قد سُحِبَت من المستثمرين السذج والمؤسسات المالية.